# Thomas S. Martin
Pour les articles homonymes, voir Thomas Martin (homonymie).
Thomas Staples Martin (29 juillet 1847 – 12 novembre 1919) est un avocat américain et un homme politique du Parti démocrate du comté d'Albemarle, en Virginie. Il a fondé une organisation politique qui a détenu le pouvoir en Virginie pendant des décennies. Il est devenu un sénateur américain représentant la Virginie de 1895 à 1919. Il était devenu le chef de la majorité avant de mourir en fonction.

### Source
- (en) Cet article est partiellement ou en totalité issu de l’article de Wikipédia en anglais intitulé « Thomas S. Martin » (voir la liste des auteurs).